# Lethe cybele
Lethe cybele är en fjärilsart som beskrevs av John Henry Leech. Lethe cybele ingår i släktet Lethe och familjen praktfjärilar. Inga underarter finns listade i Catalogue of Life.